# 周玉环
周玉环（1954年—），山东东平人，汉族，中华人民共和国政治人物、全国人民代表大会黑龙江地区代表。
毕业于黑龙江省委党校法律专业，加入中国共产党。担任大兴安岭地区人大工委主任。2008年起担任全国人大代表。2013年，被选为全国人大代表。